# Włókna
Włókna est une localité polonaise du gmina et du powiat de Prudnik,  en voïvodie d'Opole.